# العلاقات الشمال مقدونية الكولومبية
العلاقات الشمال مقدونية الكولومبية هي العلاقات الثنائية التي تجمع بين شمال مقدونيا وكولومبيا.

## مقارنة بين البلدين
هذه مقارنة عامة ومرجعية للدولتين:
| وجه المقارنة                                              | شمال مقدونيا                                               | كولومبيا        |
| --------------------------------------------------------- | ---------------------------------------------------------- | --------------- |
| المساحة (كم2)                                             | 25.71 ألف                                                  | 1.14 مليون      |
| عدد السكان (نسمة)                                         | 2.08 مليون                                                 | 49.07 مليون     |
| الكثافة السكانية (ن./كم²)                                 | 80.9                                                       | 43.04           |
| العاصمة                                                   | إسكوبية                                                    | بوغوتا          |
| اللغة الرسمية                                             | اللغة المقدونية، اللغة الألبانية                           | اللغة الإسبانية |
| العملة                                                    | دينار مقدوني                                               | بيزو كولومبي    |
| الناتج المحلي الإجمالي (بليون دولار)                      | 11.34 مليار                                                | 309.19 مليار    |
| الناتج المحلي الإجمالي (تعادل القوة الشرائية) بليون دولار | 29.26 مليار                                                | 724.96 مليار    |
| الناتج المحلي الإجمالي الاسمي للفرد دولار أمريكي          | 4.85 ألف                                                   | 7.60 ألف        |
| الناتج المحلي الإجمالي للفرد دولار أمريكي                 | 16.25 ألف                                                  | 13.36 ألف       |
| مؤشر التنمية البشرية                                      | 0.747                                                      | 0.720           |
| رمز المكالمات الدولي                                      | +389                                                       | +57             |
| رمز الإنترنت                                              | .mk                                                        | .co             |
| المنطقة الزمنية                                           | توقيت وسط أوروبا، ت ع م+01:00، ت ع م+02:00، أوروبا/سكوبيه ‏ | 00              |

## منظمات دولية مشتركة
يشترك البلدان في عضوية مجموعة من المنظمات الدولية، منها:
| علم المنظمة | اسم المنظمة                               | تاريخ انضمام شمال مقدونيا | تاريخ انضمام كولومبيا |
| ----------- | ----------------------------------------- | ------------------------- | --------------------- |
|             | مؤسسة التنمية الدولية                     | 25 فبراير 1993            | 16 يونيو 1961         |
|             | يونسكو                                    | 28 يونيو 1993             | 31 أكتوبر 1947        |
|             | وكالة ضمان الاستثمار متعدد الأطراف        | 19 مارس 1993              | 30 نوفمبر 1995        |
|             | الأمم المتحدة                             | 8 أبريل 1993              | 5 نوفمبر 1945         |
|             | الاتحاد البريدي العالمي                   | ?                         | ?                     |
|             | البنك الدولي للإنشاء والتعمير             | 25 فبراير 1993            | 24 ديسمبر 1946        |
|             | الاتحاد الدولي للاتصالات                  | 4 مايو 1993               | 25 أغسطس 1914         |
|             | منظمة حظر الأسلحة الكيميائية              | ?                         | ?                     |
|             | مؤسسة التمويل الدولية                     | 25 فبراير 1993            | 20 يوليو 1956         |
|             | المركز الدولي لتسوية المنازعات الاستشارية | 26 نوفمبر 1998            | 14 أغسطس 1997         |
|             | منظمة التجارة العالمية                    | ?                         | ?                     |
|             | منظمة الشرطة الجنائية الدولية             | ?                         | ?                     |